# Rogätzer Straße 46

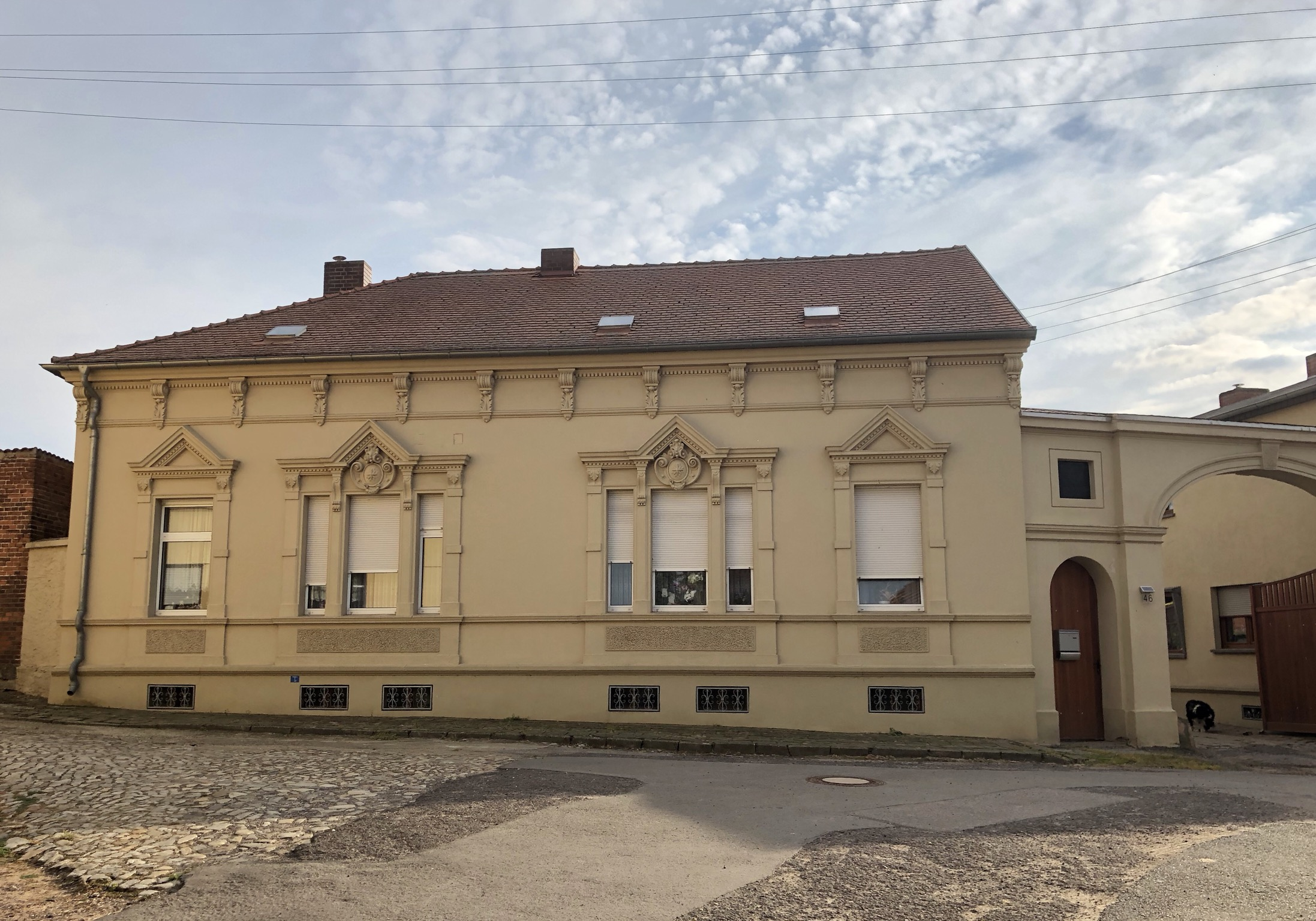
Haus Rogätzer Straße 46

Das Haus Rogätzer Straße 46 ist ein denkmalgeschütztes Wohnhaus im zur Gemeinde Loitsche-Heinrichsberg gehörenden Dorf Heinrichsberg in Sachsen-Anhalt.
Es befindet sich in einer das Ortsbild prägenden Lage traufständig auf der Südseite der Rogätzer Straße in einer Straßenbiegung nahe ihrem östlichen Ende. 
Das eingeschossige verputzte Gebäude entstand am Ende des 19. Jahrhunderts. Die Fassade ist prächtig im Stil des Neobarocks gestaltet. Bedeckt ist der Bau mit einem Satteldach. Bemerkenswert ist eine große als Korbbogen ausgeführte Hofeinfahrt.
Im örtlichen Denkmalverzeichnis ist das Wohnhaus unter der Erfassungsnummer 094 70353 als Baudenkmal eingetragen.